# Josip Jurčević
Josip Jurčević (Studenci kod Imotskoga, 1951.) hrvatski je političar i povjesničar te zastupnik u Hrvatskome saboru. Znanstveni je suradnik Instituta društvenih znanosti Ivo Pilar i profesor Fakulteta hrvatskih studija Sveučilišta u Zagrebu.

## Životopis

### Mladost i obrazovanje
Josip Jurčević rođen je u Studencima kod Imotskoga, 1951. godine. Još u djetinjstvu je s roditeljima doselio u Zagreb. Osnovnu školu i gimnaziju završio je u Zagrebu. Na Filozofskom fakultetu u Zagrebu 1975. godine diplomirao je povijesti i filozofije.

### Pedagoški rad i vojna karijera
Tijekom Hrvatskog proljeća 1970. – 1971. godine, bio je član Sveučilišne skupštine i studentskog odbora Filozofskog fakulteta. Nakon diplomiranja nije mogao dobiti stalni posao te je radio kao profesor u osnovnim i srednjim školama, te turističkim i drugim poduzećima u Zagrebu. Od 1981. godine bavio se i raznim obrtima i primijenjenom umjetnošću. Godine 1990. sudjelovao je u otkrivanju i javnom predstavljanju poratnih žrtava u jami Jazovka te osnivanju Hrvatskog društva za istraživanje žrtava rata i poraća u kojem je izabran za predsjednika. Dragovoljac je Domovinskog rata od proljeća 1991. godine. U Hrvatskoj vojsci,  1991. – 1992., dobiva čin bojnika. Jedan je od osnivača Informativno psihološke djelatnosti MORH-a, te prvi ravnatelj Središnjeg arhiva MORH-a. Djelatan je u udrugama proisteklim iz Domovinskog rata. Od 1994. do 1997. godine bio je zaposlen kao samostalni savjetnik u Komisiji za utvrđivanje ratnih i poratnih žrtava Sabora Republike Hrvatske.

### Znanstveno-nastavna djelatnost
Na zagrebačkom Filozofskom fakultetu magistrirao je na 1996. godine radnjom Problemi proučavanja žrtava Drugoga svjetskog rata na području Hrvatske. Doktorirao je 2000. godine radnjom Represivnost jugoslavenskog sustava u Hrvatskoj 1945. godine. Od 1997. godine djelatnik je Instituta društvenih znanosti Ivo Pilar u Zagrebu. Nositelj je kolegija "Opća povijest XX. stoljeća" na Studiju povijesti Hrvatskih studija Sveučilišta u Zagrebu, kolegija "Povijest uspostave suvremene hrvatske države" na Studiju novinarstva Hrvatskih studija Sveučilišta u Zagrebu te kolegija "Svjetska povijest XX. stoljeća na Pedagoškom fakultetu u Osijeku.
U časopisima i zbornicima objavljuje znanstvene i stručne radove iz suvremene hrvatske povijesti, a središnje teme njegova istraživanja su žrtve Drugog svjetskog rata i poraća, Domovinski rat te hrvatsko iseljeništvo.  Bio je član uredništva i jedan od autora monografije Vukovar vjekovni hrvatski grad na Dunavu, kao i član uredništva u autor niza članaka u Hrvatskom leksikonu. Sudjelovao je na domaćim i međunarodnim znanstvenim skupovima i bio voditelj više projekata. Sudjelovao je i u izradi nekoliko dokumentarnih filmova. Piše feljtone i stručne novinske članke.

### Politička djelatnost
Na predsjedničkim izborima 2009. godine Josip Jurčević se je kandidirao kao neovisan kandidat i osvojio 2,74 % glasova. U početku je bio član političkoga pokreta Hrast, ali se je pridružio stranačkoj koaliciji Savez za Hrvatsku na izborima za Hrvatski sabor 4. prosinca 2011. te je bio nositelj liste HDS-a.
Od 2004. godine član je Savjeta Vlade Republike Hrvatske za pripremu prijatelja suda pred Međunarodnim kaznenim sudom za prostor bivše Jugoslavije. Od 2016. godine angažiran je kao savjetnik u Ministarstvu branitelja.

### Parlamentarni izbori 2024.
Na parlamentarnim izborima održanima u travnju 2024. na listi Domovinskog pokreta osvaja saborski mandat, no ubrzo biva izbačen iz stranke. Naime, Jurčević je odbio dati svoj potpis za sastavljanje parlamentarne većine u kojoj bi koalirali Domovinski pokret i HDZ na čelu s Andrejem Plenkovićem, smatrajući Plenkovićevu vladavinu »veleizdajničkom«. Svoju dužnost u Hrvatskome saboru nastavio je kao nezavisan saborski zastupnik postavši jedan od najglasnijih kritičara vlasti, stavljajući naglasak na smanjenju demokratičnosti te autokratskim tendencijama Andreja Plenkovića.

## Osobni život
Član je Družbe »Braća Hrvatskoga Zmaja«, udruge koje se brine o hrvatskomu kulturnom nasljeđu. U toj udruzi nosi ime Zmaj od Zavelima, koje je dobio po imenu planine Zavelim, koja se nalazi nedaleko njegova rodnog mjesta. Oženjen je i otac sedmero djece.

## Djela
Značajnije Jurčevićeve knjige su:
- Nastanak jasenovačkog mita: problemi proučavanja žrtava Drugog svjetskog rata na području Hrvatske (2005.) ISBN 953668201X[10][11]
- Bleiburg: jugoslavenski poratni zločini nad Hrvatima (2005.) ISBN 9539504309[12][13]
- Crna knjiga komunizma u Hrvatskoj (2006.) ISBN 9537379000[14]
- Odnos Republike Hrvatske prema Bosni i Hercegovini 1990. – 1995. (2009.) ISBN 9789539504333[15]
- Prikrivena stratišta i grobišta jugoslavenskih komunističkih zločina (2012.) ISBN 9789539504357[16]
- Slučaj Perković: spašavanje zločinačke budućnosti (2013.) ISBN 9789539504364[17][18]
- Stogodišnji teror jugoslavenstva i komunizma u Hrvatskoj (2015.) ISBN 9789539504371[19]
- Heroji hrvatskoga Domovinskog rata: svjedočanstva (2017.) ISBN 9789539504395
- Komunistički teror i mučeništvo Crkve (2020.)

## Nagrade
- 2014.: Nagrada "Ljubica Štefan", za cjelokupan dosadašnji povijesno-istraživački rad i posebno za knjigu Slučaj Perković - spašavanje zločinačke budućnosti
- 2017.: Nagrada Bili smo prvi kad je trebalo, za knjigu Heroji hrvatskoga Domovinskog rata: svjedočanstva[20]

## Vanjske poveznice
Mrežna mjesta
- Razgovor s Josipom Jurčevićem i Tvrtkom Jakovinom, Zarez, 210/2007., www.zarez.hr
- Josip Jurčević, Zašto nam treba registar agresora  Arhivirana inačica izvorne stranice od 14. srpnja 2020. (Wayback Machine), Vijenac 557/2015., www.matica.hr
- Osobna stranica